# Britt Scholte
Britt Scholte (Heiloo, 26 februari 1997) is een Nederlands actrice en presentatrice. Ze kreeg vooral naamsbekendheid door haar rol als Anouk in Brugklas en haar rol van Kimberly Sanders in Goede tijden, slechte tijden.

## Biografie
Scholte begon als danseres en model voor onder andere de Bart Smit-winkels, maar kreeg vooral naamsbekendheid door acteren. Zij startte met figureren en tijdens de opnameperiode van de film Briefgeheim in 2010, werd ze de vaste stand-in van Hanna Obbeek. Hierna ging ze voor meer rollen auditie doen. Eerst met wat korte films, als Wie niet weg is, is gezien (2010) en Stille Nacht (2012). Haar grote bekendheid heeft ze te danken aan haar hoofdrol in de scripted reality-serie Brugklas. Ze speelde hierin vanaf 2014 de rol van Anouk. In 2015 speelt ze een hoofdrol in de Telekids-serie Kattenoog als Daphne de Graaf. Vanaf 14 november 2016 tot en met 21 november 2019 was Scholte te zien als Kimberly Sanders in de RTL 4-soap Goede tijden, slechte tijden. Scholte werd uiteindelijk samen met acteur Floris Bosma de serie uitgeschreven omdat de makers met de soap een andere koers op wilden gaan.
Naast acteren presenteert Scholte, samen met Niek Roozen het Zapp-programma Britt & Niek on topic, waarin ze vragen van brugklassers beantwoorden. Dit is als een soort aansluiting op Brugklas, waarin Scholte en Roozen beiden een hoofdrol vertolken. Op dezelfde zender, is Scholte als vaste kandidaat te zien in het kinderprogramma Superbrein.
Scholte heeft daarnaast ook nog een eigen YouTube-pagina waarop ze vlogs post van opnamedagen van series waar ze in speelt. Ze heeft ook een eigen YouTube-serie, #BrittTalk. In 2018 vormde Scholte met Urvin Monte een dansduo in het RTL 4-programma Dance Dance Dance.
In 2021 was ze als verrader te zien in de Videoland-editie van het tv-programma De Verraders.

## Filmografie
| Film                        | Film                                 | Film                                     | Film                                     |
| Jaar                        | Productie                            | Rol                                      | Opmerkingen                              |
| --------------------------- | ------------------------------------ | ---------------------------------------- | ---------------------------------------- |
| 2016                        | Hart Beat                            | Saskia                                   | Bijrol                                   |
| 2019                        | Brugklas: de tijd van m'n leven      | Anouk                                    | Bijrol                                   |
| 2020                        | Bon Bini: Judeska in da House        | Marie-Claire                             | Bijrol                                   |
| 2020                        | K3: Dans van de farao                | Mirthe                                   | Bijrol                                   |
| 2022                        | Zeppos - Het Mercatorspoor           | Slien Sleyp                              | Hoofdrol                                 |
| 2024                        | Game On                              | Astrid                                   | Bijrol                                   |
| 2024                        | Buenas Chicas                        | Coosje                                   | Hoofdrol                                 |
| Televisie als actrice       |                                      |                                          |                                          |
| Jaar                        | Productie                            | Rol                                      | Opmerkingen                              |
| 2012                        | SpangaS                              | Trijntje                                 | Bijrol                                   |
| 2012                        | Dokters                              | Quincy                                   | Bijrol                                   |
| 2014-2017                   | Brugklas                             | Anouk                                    | Vaste rol                                |
| 2015                        | Kattenoog                            | Daphne de Graaf                          | Vaste rol                                |
| 2016-2019                   | Goede tijden, slechte tijden         | Kimberly Sanders                         | Vaste rol                                |
| 2020-2021                   | Sas heeft een soa                    | Saskia                                   | Vaste rol                                |
| 2021                        | The Passion 2021                     | Discipel                                 | Eenmalig                                 |
| 2021                        | Misfit                               | Bibi-Anne                                | Vaste rol                                |
| Televisie als presentatrice |                                      |                                          |                                          |
| Jaar                        | Productie                            | Opmerkingen                              | Opmerkingen                              |
| 2016                        | Britt & Niek on topic                | Presentatieduo met Niek Roozen           | Presentatieduo met Niek Roozen           |
| 2022                        | De Faker                             |                                          |                                          |
| Televisie als deelneemster  |                                      |                                          |                                          |
| Jaar                        | Productie                            | Opmerkingen                              | Opmerkingen                              |
| 2015                        | Zapp Magic Battle                    | -                                        | -                                        |
| 2016                        | Superbrein                           | Het gehele seizoen                       | Het gehele seizoen                       |
| 2018                        | De Jongens tegen de Meisjes          | Team Yolanthe                            | Team Yolanthe                            |
| 2018                        | Dance Dance Dance                    | Vormt een dansduo met Urvin Monte        | Vormt een dansduo met Urvin Monte        |
| 2021-2022                   | De Verraders                         | Verrader in het eerste Videoland-seizoen | Verrader in het eerste Videoland-seizoen |
| 2022                        | Voor het blok                        | Samen met Quinty Misiedjan               | Samen met Quinty Misiedjan               |
| 2023                        | Waku Waku                            |                                          |                                          |
| 2024                        | Voor het blok                        | Samen met Lieke Augustijn                | Samen met Lieke Augustijn                |
| 2025                        | Know where to hide: wie niet weg is… |                                          |                                          |

## Theater
| Jaar | Productie                         | Rol           | Opmerkingen |
| ---- | --------------------------------- | ------------- | ----------- |
| 2021 | Schuld of Onschuld: De Droommoord | Elise Vermeer | Getuige     |

## Trivia
- Scholte speelt in Goede Tijden, Slechte Tijden de rol van Kimberly Sanders, de dochter van Marcus Sanders. Hij wordt gespeeld door Hugo Metsers III. In het echt is Metsers Scholtes leraar op school.[3]
- De Nederlandse kunstenaar Rob Scholte is haar oom.[bron?]